# Nekropolia

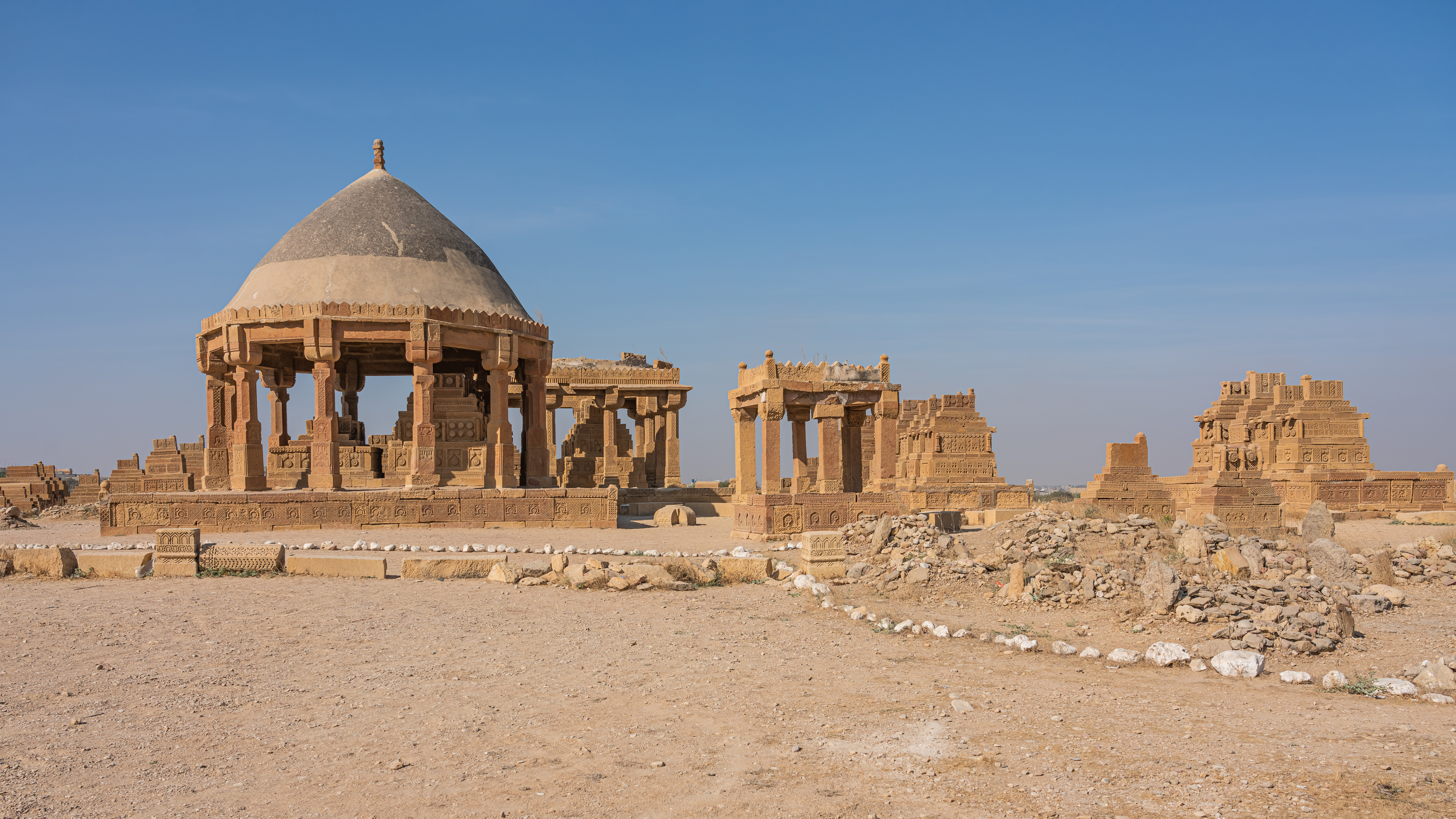
Nekropolia Chaukundi w Karaczi

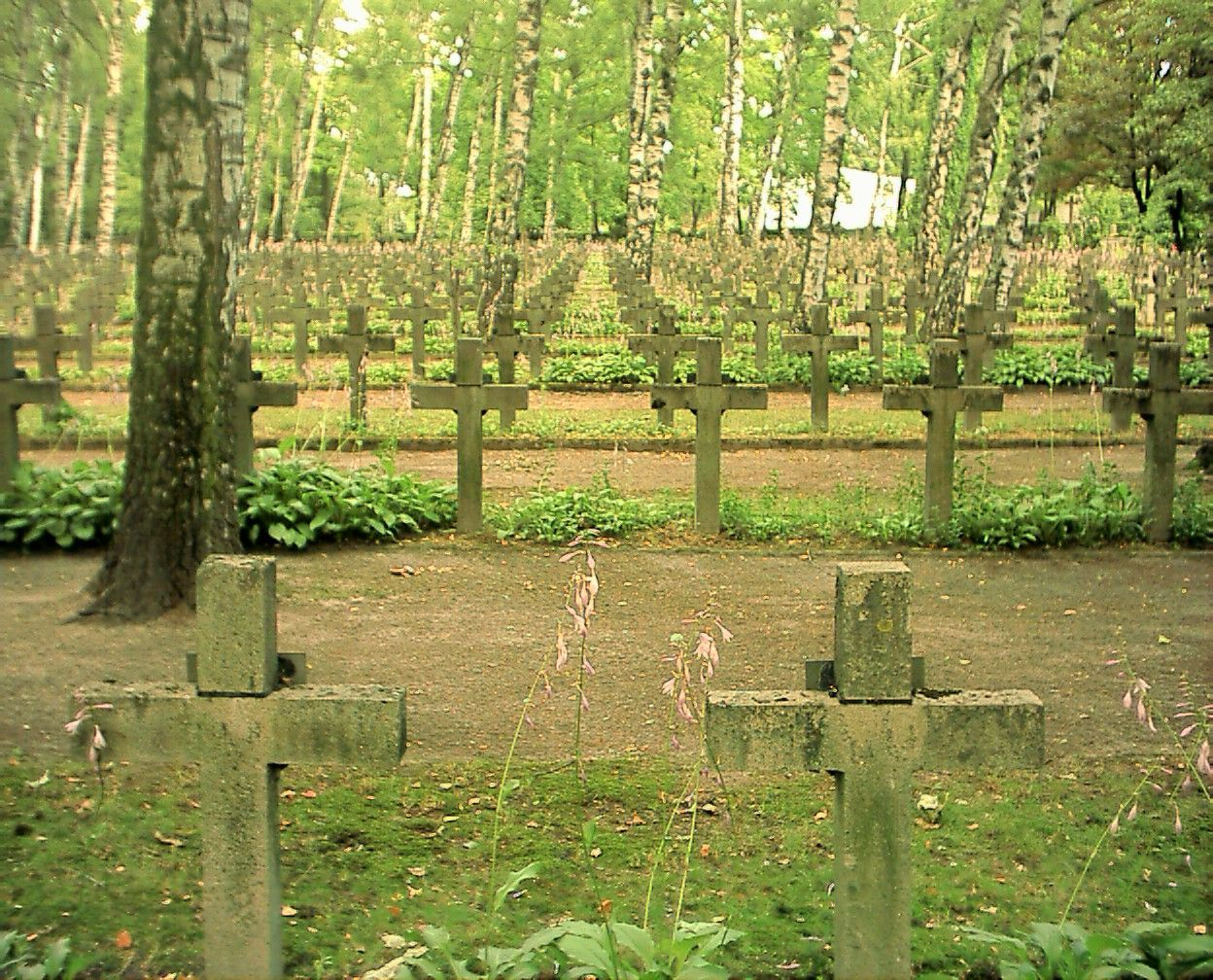
Cmentarz Wojskowy na Powązkach w Warszawie

Nekropolia, nekropola (gr. νεκρόπολις nekropolis, miasto umarłych) – starożytny lub wczesnochrześcijański cmentarz usytuowany w pobliżu miasta albo inny stary cmentarz o dużej powierzchni, zwłaszcza taki, na którym pochowani są członkowie znanych rodów i ludzie sławni.
Okazałe nekropolie z gigantycznymi grobowcami (piramidy, mastaby) zakładano w Egipcie i w Chinach. W starożytnej Grecji i Cesarstwie Rzymskim ciągnęły się one wzdłuż dróg (na przykład wzdłuż Via Appia).
Nekropolie mogły mieć formy:
- podziemne – katakumby
- naziemne – jako zgrupowanie grobowców, mauzoleów
- grzebalne – o grobach wykopanych w ziemi i oznaczonych nagrobkami
- skalne.

Obecnie terminu tego używa się także w odniesieniu do nowożytnego lub nawet współczesnego cmentarza otoczonego szczególnym kultem.